# Зейдиты
Зейди́ты (араб. الزيدية‎, аз-зайди́йя) — приверженцы одного из «умеренных» шиитских течений в исламе, образовавшихся в VIII в. в Арабском халифате. Основатель — Зейд ибн Али (внук Хусейна ибн Али).
Зейдитский мазхаб (араб. المذهب الزيدي‎) представляет собой одну из правовых школ в исламе, которая не входит в число четырех основных школ, признаваемых большинством исламских богословов. Этот мазхаб классифицируется как шиитский, однако его доктринальные взгляды во многих аспектах отличаются от богословия других шиитских мазхабов, таких как имамитский, и близки к принципам суннитского ислама.
В отличие от основного течения шиитов (исна-ашарийя) зейдиты не ожидают возвращения «скрытого» имама и выступают за выборность имамом любого из потомков пророка по линии Али, отрицают так называемое благоразумное сокрытие (такия) своей веры и не проклинают первых трех халифов. Современная численность зейдитов составляет около 7 млн человек; они преимущественно сосредоточены в Йемене, где составляют свыше трети населения. Около 1 млн зейдитов проживают на юге Саудовской Аравии.

## История

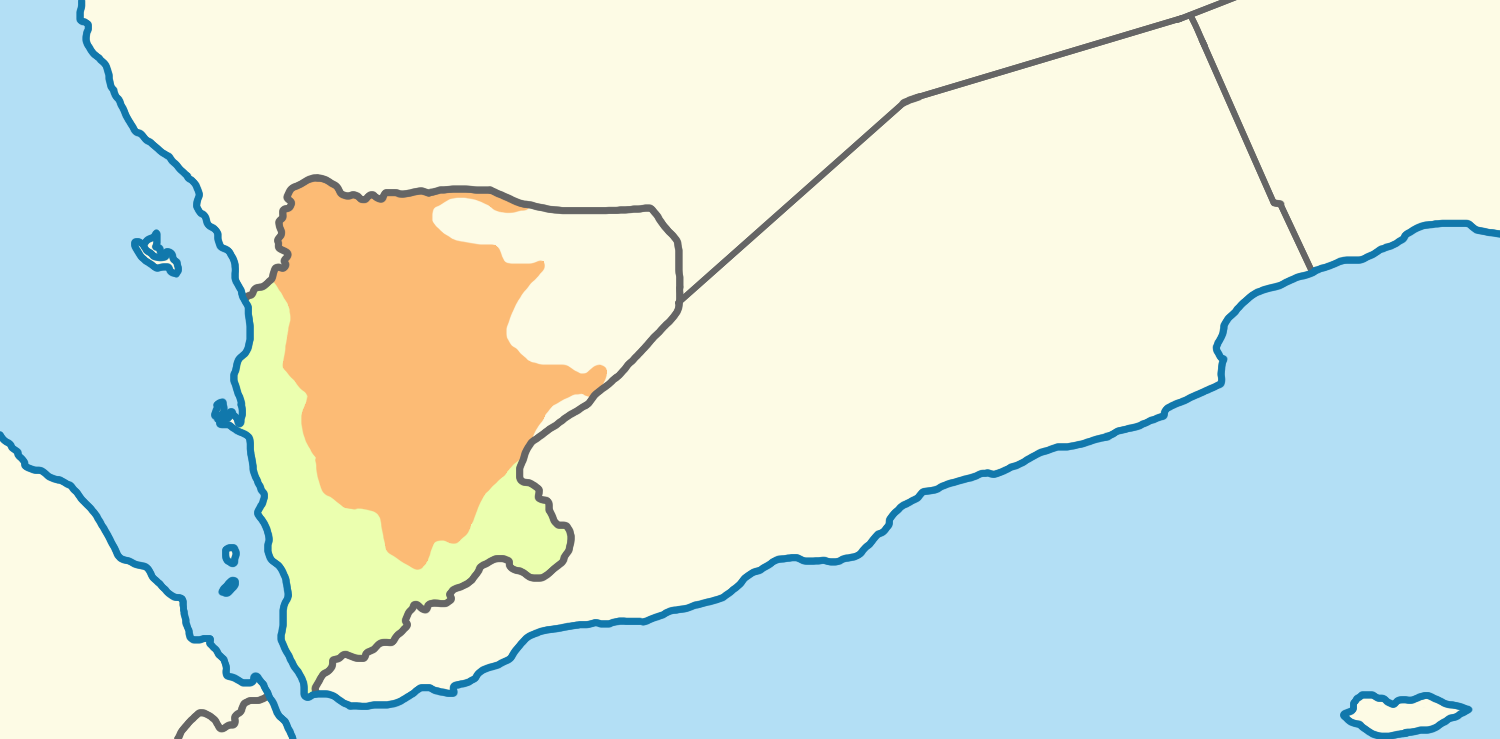
До объединения Йемена зейдиты составляли большинство населения Северного Йемена.

Общее название религиозно-политических группировок, признавших имамат Зейда ибн Али, наиболее «умеренная» ветвь шиитского ислама.
Выделение зейдизма из общего русла шиитского движения произошло в 30-е годы VIII в., когда часть шиитов поддержала стремление Зайда — правнука Али ибн Абу Талиба и праправнука Пророка Мухаммеда — мечом доказать своё право на имамат.
После гибели Зейда ибн Али в 740 году в войне против Омейядов единое движение зейдитов распалось на несколько групп.

## Распространение
Зейдиты получили широкое распространение в Иране, Ираке, Йемене и Хиджазе, сформировав зейдитские государства: Идрисидов в Северной Африке в 789 г. (просуществовало до 926 г.), в Табаристане в 863 г. (просуществовало до 928 г.), Йемене в 901 г. Зейдиты установили власть на части территории Йемена, где их имамы правили до революции 26 сентября 1962. Зейдитский мазхаб также исповедуют хуситы. Зейдиты составляют значительную часть населения Йемена. Их численность на конец XX в. — 7 миллионов человек.

## Учение
Несмотря на то, что зейдитов относят к шиитам, во многих вопросах их учение схоже с суннизмом. В вопросах догматики зейдиты заняли позицию, наиболее лояльную к суннитскому исламу. В противоположность остальным шиитам, зейдиты не признавали учения о «скрытом» имаме, о «благоразумном скрывании» своей веры (такия), отвергали антропоморфизм, как и все шииты, и учение о безусловном предопределении. В богословии зейдиты следуют мутазилитам.
Признавая, что имам (глава общины) должен быть из рода Али, они отрицали божественную природу имамата и считали, что имамом может быть любой алид, открыто выступивший с оружием в руках. Они также допускали одновременное существование нескольких имамов в разных мусульманских странах.